# Driver 潜入!カーチェイス大作戦
Driver 潜入カーチェイス大作戦（Driver、北米ではDriver: You Are the Wheelman）は、Reflections Interactiveが開発したオープンワールドのカーアクションゲーム。日本ではプレイステーション版が株式会社スパイクより2000年3月9日に発売された。

## 概要
舞台は1974年のアメリカ。主人公のニューヨーク市警の刑事であるターナーは犯罪組織を調査・壊滅させるため、運び屋として潜入する。優れたドライビング・テクニックを活かし、マイアミ、サンフランシスコ、ロサンゼルス、ニューヨークと「仕事」を遂行していく。
3Dで描写されたオープンワールドタイプのゲームで、街を自由に走ることが可能。
「アンダーカバー（ミッション）」モードと「ハイスコア」モード、「テイクアライド（フリードライブ）」モード、「ドライビングゲーム（アーケード）」モード、「トレーニング」モードがある。
同じく犯罪を題材としたグランド・セフト・オートシリーズとゲーム内容が似ているが、違いもある。GTAは窃盗行為を主題としている一方、DRIVERは運び屋の仕事に重きを置いており、「ドライビング・逃走（追走）」を主題としている。
プレイヤーは4都市を自由に駆け回ることができる。街にはパトカーも存在し、速度違反や交通事故、信号無視などの道路交通法に反すると追いかけてくるため、逃げることでカーチェイスも可能。障害物に衝突すると車は壊れていく。
また、本作ではプレイ記録を残す機能があり、このリプレイのカメラアングル等を編集して自分好みの映像に仕上げることができる。

## 登場人物

### 警察関係者
ターナー
本作の主人公。元レーサーで引退後NYPD入りし刑事となる。上司のマッケンジーから潜入捜査を依頼される。
マッケンジー
ターナーの上司で階級は警部補。

### マフィア
カスタルディー
マフィアのボス。

### その他
アメリカ合衆国大統領
マフィアのカスタルディーに暗殺対象とされてしまう。

## 乗り物
登場車種は全て実車である。
「テイクアライド」で搭乗できる乗り物は1ステージ1車種で、全4種類登場する。「アンダーカバー（ミッション）」ではミッションに応じた車種に搭乗することもできる。（タクシー、パトカー、ピックアップトラック、マッスルカーなど）

### 登場車種
- AMC Concord
- AMC・ペーサー(1975)
- Buick LeSabre(1972)
- ビュイック・リーガル(1979)
- ビューイック・スカイラーク(1971)
- キャデラック・デビル(1972)
- キャディラック・エルドラド(1976)
- シボレー・カマロ(1967)(1974)
- シボレー・カプリス(1978)(1980)
- シボレー・シェベル(1969)
- シボレー・シェベル・マリブ(1974)
- シボレー・シェベル・ワゴン(1973)
- シボレー・LUV
- シボレー・ノバ(1972)
- ダッジ・ラム(1986)
- Dodge St. Regis(1979)

警察車両。
- フェラーリ・250 GT SWB(1960)
- フォード・エコノライン(1979)(1983)
- フォード・フェアレーン(1967)
- Ford Fairmont(1978)

警察車両。
- フォード・グラナ
- フォード・LTD(1971)
- フォード・LTD-S(1979)

イエローキャブ。
- フォード・マスタング・MKI(1967)
- フォード・ピント(1979)
- Ford Ranchero(1973)(1977)
- フォード・サンダーバード(1955)
- フォード・トリノ(1973)
- フォード・トリノ・ワゴン(1973)
- ジャガー・Eタイプ
- ジャガー・XJ(1975)
- Jeep CJ-5(1979)
- マセラティ・キャラミ(1976)
- マーキュリー・クーガー(1971)
- マーキュリー・モナーク(1976)(1977)
- Mercury Monterey(1972)
- Oldsmobile Custom Cruiser
- Oldsmobile Cutlass(1968)
- Oldsmobile Cutlass Supreme(1980)
- Pontiac Bonneville(1964)
- Pontiac Bonneville Safari(1978)
- Pontiac LeMans(1970)